# Élixirs
Pour les articles homonymes, voir Élixir.

Élixirs est une série de bande dessinée fantastique écrite par Christophe Arleston, dessinée par Alberto Varanda et mise en couleurs par Nolwenn Lebreton.

## Synopsis
Dans le monde d'Amphel, la cité d'Amporche est la cité des diplomates qui abrite la célèbre université flottante de magie. Le monde d'Amphel est géré par la magie des Elixirs fabriqués par des mages, sans eux tous les objets perdent leur réalité et leur matérialité. 

L'histoire commence lorsque notre héros Tolriq se retrouve confronté à des Diantres, des démons issus d'une autre dimension qui sont parvenus à infiltrer tout le pays. Ce cancre de l'université de magie doit alors faire preuve de beaucoup d'ingéniosité pour découvrir ce qui se trame et protéger à la fois le monde d'Amphel de sa dématérialisation mais également la Princesse Murmillia, nièce de l'empereur...

## Les personnages
- Tolriq : Cancre et dragueur, Tolriq est plus intéressé par les conquêtes multiples que par l'apprentissage de la magie et la Princesse Murmillia pourrait être un nouveau challenge pour lui...
- Murmillia : Fille de l'ambassadeur de Lorunde et nièce de l'empereur, c'est une peste qui ne supporte pas l'arrogance de Tolriq. Elle est protégée par sa garde personnelle : Faude.
- Faude : C'est une guerrière très efficace qui est attachée à la protection rapprochée de la Princesse Murmillia.
- Alg : Alg est un animal de la famille des Glupion, il est bien plus intelligent qu'il n'y parait et semble posséder beaucoup de pouvoirs... En fait, il se pourrait qu'Alg soit l'incarnation de la Déesse Algane, la Déesse de la Lumière.

## Albums
- Élixirs, Soleil :

1. Le Sortilège de Loxullio, 2005  (ISBN 2-84565-951-2)[1].
2. Le Secret du Glupion, 2008  (ISBN 978-2-302-00190-9)[2].
3. Le Souffle du Néant, 2013  (ISBN 978-2-302-01351-3)[3].

La série est prépubliée dans le mensuel Lanfeust Mag.